# Ellen Hughes
Ellen Hughes (1867–1927), fue una escritora de lengua galesa, reformadora de la templanza y sufragista.

## Carrera
Fuertemente influenciada por Sarah Jane Rees, estaba encantada de que se publicara su poema en el periódico femenino Y Frythones en idioma galés cuando solo tenía 18 años. El año 1907 vio la publicación del ensayo Angylion yr Aelwyd (Ángeles en el hogar) que había escrito en 1899. Entonces miembro de Undeb Dirwestol Merched y De (UDMD), la Unión de Templanza de las Mujeres de Gales del Sur, su artículo criticaba los argumentos de los hombres para mantener a las mujeres fuera del parlamento. El mismo año también publicó Murmur y Gragen. Sef detholion o gyfansoddiadau barddonol a rhyddiaethol (Murmullo de la concha: selección de poesía y prosa).
En su A View Across the Valley: Short Stories by Women from Wales (1899), Jane Aaron describe a Hughes como "posiblemente la autora en lengua galesa del período que más se acerca a ser feminista en el sentido moderno". Cubriendo sus contribuciones al diario Y Gymraes (La mujer galesa) en 1900, cita un pasaje en el que Hughes se burla de William Gladstone, el primer ministro de la época: "La idea de que un anciano de la sabiduría del Sr. Gladstone debería dudar de la capacidad de la mayoría de las mujeres que votan en una elección nos parece maravillosamente asombroso".

## Trabajos seleccionados
- Hughes, Ellen (1885). Sibrwd yr awel, sef Cyfansoddiadau barddonol. Robert Owen.
- Hughes, Ellen (1907). Murmur Y Gragen. Sef Detholion O Gyfansoddiadau Barddonol a Rhyddiaethol. Dolgellau.